# PRRX2
PRRX2 (англ. Paired related homeobox 2) – білок, який кодується однойменним геном, розташованим у людей на короткому плечі 9-ї хромосоми. Довжина поліпептидного ланцюга білка становить 253 амінокислот, а молекулярна маса — 27 079.
| 10         |  | 20         |  | 30         |  | 40         |  | 50         |
| ---------- |  | ---------- |  | ---------- |  | ---------- |  | ---------- |
| MDSAAAAFAL |  | DKPALGPGPP |  | PPPPALGPGD |  | CAQARKNFSV |  | SHLLDLEEVA |
| AAGRLAARPG |  | ARAEAREGAA |  | REPSGGSSGS |  | EAAPQDGECP |  | SPGRGSAAKR |
| KKKQRRNRTT |  | FNSSQLQALE |  | RVFERTHYPD |  | AFVREELARR |  | VNLSEARVQV |
| WFQNRRAKFR |  | RNERAMLASR |  | SASLLKSYSQ |  | EAAIEQPVAP |  | RPTALSPDYL |
| SWTASSPYST |  | VPPYSPGSSG |  | PATPGVNMAN |  | SIASLRLKAK |  | EFSLHHSQVP |
| TVN        |  |            |  |            |  |            |  |            |

A: Аланін

C: Цистеїн

D: Аспарагінова кислота

E: Глутамінова кислота

F: Фенілаланін

G: Гліцин

H: Гістидин

I: Ізолейцин

K: Лізин

L: Лейцин

M: Метіонін

N: Аспарагін

P: Пролін

Q: Глутамін

R: Аргінін

S: Серин

T: Треонін

V: Валін

W: Триптофан

Кодований геном білок за функцією належить до білків розвитку. 
Білок має сайт для зв'язування з ДНК. 
Локалізований у ядрі.